# 福島忠勝
福島 忠勝（ふくしま ただかつ）は、江戸時代前期の大名。信濃高井野藩第2代藩主。福島正則の次男。

## 生涯
慶長3年（1598年）、福島正則の次男として尾張国の清洲城に生まれた。初名は正勝、江戸幕府2代将軍・徳川秀忠の偏諱を受け忠勝と名乗った。
従兄弟の義兄・正之が死去した後に嫡男となった。慶長19年（1614年）、大坂冬の陣では父・正則は江戸城留守居役として江戸に留めおかれたが、忠勝は大坂に出陣した。翌慶長20年（1615年）の夏の陣は遅参したため、破壊された道や堤の修復を行った。
元和5年（1619年）、父の正則が幕命によって改易された時、将軍・秀忠の上洛に随行していたが、父と共に信濃高井野に移った。この際に正則から家督を譲られた。
翌元和6年（1620年）9月14日、父に先立って死去。享年23。この時、正則は悲しみのあまり、越後国魚沼郡2万5000石を幕府に返上している。墓所は須坂市小河原の大乗寺。墓石には正勝と記されている。ほかに京都市妙心寺塔頭・海福院（正則創建）にも墓がある。
弟の正利が3000余石の旗本として福島氏を再興したが、のち嗣子なく断絶した。その後、京に住んでいた忠勝の子・正長の長男で孫にあたる正勝が召し出され、小姓組番頭として仕え、以後福島氏は2000石の旗本として存続した。